# Herford (district)
Districtul Herford este un Kreis în landul Renania de Nord-Westfalia, Germania.